# فهرست ایالت‌ها و قلمروهای استرالیا بر پایه شاخص توسعه انسانی

نقشه ایالات و قلمروهای استرالیا بر پایه شاخص توسعه انسانی در سال ۲۰۱۷.راهنما:
> ۰٫۹۵۰
۰٫۹۵۰–۰٫۹۴۰
۰٫۹۴۰–۰٫۹۳۰
۰٫۹۳۰–۰٫۹۲۰
<۰٫۹۲۰

در اینجا فهرستی از ایالت‌ها و قلمروهای استرالیا بر پایه شاخص توسعه انسانی براساس آمار سال ۲۰۱۸ گردآوری شده‌است. همه ایالات استرالیا دارای شاخص بسیار بالا (بیش از ۰٫۸۰۰) هستند.

## فهرست
| رتبه                         | ایالت                        | شاخص توسعه انسانی (۲۰۱۸)     | کشور هم‌تراز                  |
| شاخص توسعه انسانی بسیار بالا | شاخص توسعه انسانی بسیار بالا | شاخص توسعه انسانی بسیار بالا | شاخص توسعه انسانی بسیار بالا |
| ---------------------------- | ---------------------------- | ---------------------------- | ---------------------------- |
| ۱                            | قلمرو پایتختی استرالیا       | ۰٫۹۷۱                        | نروژ                         |
| ۲                            | استرالیای غربی               | ۰٫۹۵۳                        | نروژ                         |
| ۳                            | نیو ساوت ولز                 | ۰٫۹۳۹                        | آلمان                        |
| –                            | استرالیا                     | ۰٫۹۳۹                        | آلمان                        |
| ۴                            | ویکتوریا (استرالیا)          | ۰٫۹۳۶                        | سنگاپور                      |
| ۵                            | کوئینزلند                    | ۰٫۹۳۲                        | سنگاپور                      |
| ۶                            | قلمرو شمالی (استرالیا)       | ۰٫۹۲۶                        | فنلاند                       |
| ۶                            | استرالیای جنوبی              | ۰٫۹۲۶                        | فنلاند                       |
| ۸                            | تاسمانی                      | ۰٫۹۰۷                        | کره جنوبی                    |